# EDRAM
eDRAM(Embedded DRAM)、混載DRAMは、メインのASICやプロセッサと同じダイまたはパッケージに統合された、キャパシタベースのDRAMである。

## 概要
外部DRAMモジュールや、主にキャッシュとして使われるトランジスタベースのSRAMと対比される。
DRAMを混載することで、バス幅を広げ、処理速度を向上させることができる。DRAMはSRAMに比べて集積度が高いため、潜在的にはより大容量のメモリを使用可能である。しかし、製造工程の違いにより単一ダイへの統合は難しく、複数のダイを1チップに封入する必要があるため、コストを押し上げる要因となっている。最近では、1T-SRAMなどのように、標準CMOSプロセスを使ってeDRAMを製造することで、この問題を回避しつつある。

## 「eDRAM」を搭載しているプロセッサ
- IBM - POWER7
- インテル - Core i7 (第4世代以降)、 Core i5 (第5世代以降)、 Core i3 (第6世代以降)のIris搭載一部CPU[脚注 1]

## 「eDRAM」を搭載している機器
ゲーム機 （家庭用ゲーム機）
- ソニー・コンピュータエンタテインメント - PlayStation 2、PlayStation Portable
- 任天堂 - Wii、ゲームキューブ
- マイクロソフト - Xbox 360

パーソナルコンピュータ
- Intel 810DC（チップセット内蔵グラフィックに4MBのeDRAMを搭載）
- YAMAHA YMF704C（DSPに1MBのeDRAMを搭載）

など。